# Yasser Abed Rabbo
Yasser Abd Rabbo (Yasser Abed Rabbo) (árabe: ياسر عبد ربه) (Abu Bashar ابو بشار) ( 17 de septiembre de 1944) es un político palestino y miembro del (OLP), el Comité Ejecutivo de la Organización para la Liberación de Palestina. Tiene una maestría en economía y ciencias políticas de la Universidad Americana de El Cairo. 

## Carrera política
Abed Rabbo inició sus actividades políticas del Movimiento Nacional Árabe (en árabe: حركة القوميين العرب ) . En 1967, la rama palestina del movimiento, desarrolló y se convirtió en contrario FPLP , Abed Rabbo fue uno de los líderes del movimiento . En 1969, el FPLP y la facción dividida dirigido por Nayef Hawatmeh crearon el " Frente Democrático Popular para la Liberación de Palestina" ( que cambió su nombre a partir de 1974 la visualización de Liberación Democrática de Palestina ), que lleva a cabo varios ataques terroristas dentro de Israel , incluyendo grados de desastre en 1974 . Abed Rabbo fueron los líderes más prominentes del movimiento .
En los años 80 llegaron opiniones Abed Rabbo a los de Yasser Arafat , líder de la Organización para la Liberación de Palestina , y apoya los esfuerzos de las negociaciones para alcanzar una solución de dos estados para dos pueblos. Estos puntos de vista llevó a abrir una sucursal y una división dentro del Frente Democrático para la Liberación de Palestina, cuando Arafat dio su bendición para la Conferencia de Madrid . Abed Rabbo , con el apoyo de Yasser Arafat se encontraba en el arroyo cuya base de poder en Cisjordania , lo que apoya la celebración de la conferencia. Hawatmeh , por su parte , se mantuvo a la cabeza de una facción del Frente para la base de la que Siria y se opuso a la conferencia. Arroyo de Abed Rabbo , que ahora se llama la Unión Democrática Palestina ( Federación Internacional de Ajedrez ) , abandonó la ideología marxista - . Leninista del frente y apoyar el uso de la fuerza de Liberación de Palestina Abed Rabbo se convirtió en representante del comité ejecutivo de la asociación de la Organización para la Liberación de Palestina . Sin embargo, en 1993 se fue Abed Rabbo su posición como la delegación palestina en la Conferencia de Madrid de protesta que Arafat inició llamadas paralelas vía ( ruta que finalmente llevó a los Acuerdos de Oslo ) .
Después de la firma de los Acuerdos de Oslo, que fueron apoyados por Abed Rabbo a pesar de su abandono delegación de Madrid , el gobierno israelí le permitió regresar a Cisjordania . Abed Rabbo era un amigo en el gobierno de la Autoridad Palestina Yasser Arafat. Abed Rabbo también se desempeñó como miembro de varios delegación palestina en las negociaciones con Israel , incluyendo la delegación palestina en la cumbre de Camp David . Inició una serie de iniciativas de paz , con la bendición de Arafat , incluyendo la Iniciativa de Ginebra . Estas iniciativas , junto con denuncias públicas hechas contra los atentados suicidas durante la segunda intifada , consolidando su posición como líder de un palestino moderado y pro- paz. Sin embargo , después de la batalla de Jenin en 2002, cuando se desempeñó como ministro de comunicaciones del gobierno , acusó pacto fosa común de Israel de 900 campo de refugiados palestinos en Jenin. Más tarde resultó que estas acusaciones no tenían fundamento.
En 2002 , los conflictos internos surgieron organización, renunciaron Abed Rabbo Federación Mundial de Ajedrez . Zuheira Kamal, activista de los derechos de las mujeres palestinas fue seleccionado por la organización para reemplazarlo como la organización representativa de gobierno. Sin embargo , Abed Rabbo se negó a renunciar al gobierno y siguió como independiente con el apoyo de Arafat.
En 2003, el equipo palestino no oficial superior que formular junto con el equipo de Israel (que no es oficial) dirigido por Yossi Beilin y supervisión del gobierno suizo la Iniciativa de Ginebra , con base en los parámetros de Clinton y Beilin - Abu Abbas. La iniciativa ofrece soluciones integrales para todas las cuestiones que se debaten las negociaciones , sobre todo de las fronteras , a partir de los '67 con intercambios de tierras.
Después de la muerte de Arafat, Abed Rabbo despedido del gobierno de Mahmoud Abbas, y ahora es un consultor. Continuó como el comité ejecutivo de la OLP. Liana Badr está casada con el escritor y padre de dos hijos .
En 2009 fue nombrado a cargo de la Autoridad de Radiodifusión Palestina.